# Starosedlišťské lípy
Starosedlišťské lípy jsou památné stromy v obci Staré Sedliště v okrese Tachov. Tři lípy velkolisté (Tilia platyphyllos) rostou u barokně upraveného kostela sv. Prokopa a sv. Oldřicha a na hřbitově v nadmořské výšce 500 m. Obvody jejich kmenů měří 468, 406 a 386 cm, koruny dosahují do výšky 22–25 m (měření 1986). Lípy jsou chráněny od roku 1987 pro svůj vzrůst, věk a jako krajinné dominanty.

## Stromy v okolí
- Tisovský javor